# Michał Cichocki
Michał Mikołaj Cichocki (né en septembre 1770 à Varsovie - mort le 5 mai 1828 idem) est un général de brigade de duché de Varsovie.

## Biographie
Cichocki est le fils naturel du roi Stanislas II et de Magdalena Agnieszka Lubomirska (Sapieżyna). Il termine ses études au corps des cadets, en 1785, il entre dans l'artillerie. Il participe à la guerre russo-polonaise de 1792 pendant laquelle il est promu au grade de capitaine. Lors de l'insurrection de Kościuszko, il devient officier à l'état-major du général Mokronowski. À partir de 1806, il travaille au ministère de la Guerre du duché de Varsovie. En 1809, il devient commandant de la place à Lublin, puis prend la tête du 9e régiment d'infanterie. Il se bat durant la campagne d’Espagne. Dès son retour, Cichocki prend part à la campagne de Russie. Il protège avec son régiment la traversée de la Bérézina, il y est blessé le 28 novembre 1812. En 1813, il défend la forteresse de Spandau.
Le 18 juin 1813, il est nommé colonel au 4e régiment d'infanterie, le 16 octobre 1813, il est blessé à la bataille de Leipzig. Il se voit remplacer par le commandant Ignacy Dobrogoyski. Cichocki est promu au grade de général. Après les guerres napoléoniennes il revient en Pologne. En 1815, il prend le commandement de la 3e brigade d'infanterie. Michał Cichocki meurt subitement le 5 mai 1828.

## Décorations
- Ordre militaire de Virtuti Militari
- Chevalier de la Légion d'honneur[Quand ?][1]
- Officier de la Légion d'honneur[Quand ?][1]
- Ordre de Saint-Vladimir[1]
- Ordre de Sainte-Anne[1]
- Ordre de Saint-Stanislas[3].